# اگیل مون ایویشن
اگیل مون ایویشن (انگلیسی: Egil Monn-Iversen; ۱۴ آوریل ۱۹۲۸ – ۷ ژوئیهٔ ۲۰۱۷) موسیقی‌دان اهل نروژ بود.